# Dream Drive/Shut Out
Dream Drive／Shut Out（ドリーム ドライヴ／シャット アウト）は、SOUL'd OUTの3rdシングルである。

## 概要
前作からちょうど3か月ぶりにリリースされた、SOUL'd OUT初の両A面シングル。

## 収録曲
1. Dream Drive (5:16)
（作詞：Diggy-MO', Bro.Hi 作曲：Diggy-MO', Shinnosuke 編曲：Shinnosuke）
Bro.Hiがドライブソングを作りたいと言ったのをきっかけに制作された曲。
「塩が足んねぇよ 笑い止まんねぇよ」という歌詞は、Diggy-MO'とOhgaの実際の会話が基になっている。
2. Shut Out (4:34)
（作詞：Diggy-MO', Bro.Hi 作曲：Diggy-MO', Bro.Hi, Shinnosuke 編曲：Shinnosuke）
AI「SHUT OUT feat.Diggy-MO'」のアンサーソング。
ライブではブリッジ部分である「ハーレロ ハレロ ハレ ハレ ハレロ」というフレーズがアンコール時に叫ばれることがある[1]。
3. After School (1:57)
（作詞：Diggy-MO', Bro.Hi 作曲：Diggy-MO', Bro.Hi, Shinnosuke 編曲：Shinnosuke）
歌詞が非公開である。「Movies&Remixies」に収録されているインタビュー映像の中には、Diggy-MO'がこの曲の歌詞が書かれたノートを見せるシーンがあるものの、判読は難しい。

## 収録アルバム
- SOUL'd OUT（#1、#2）
- Movies&Remixies（#1、#2）
- Single Collection（#1、#2）
- Flip Side Collection（#3）

## タイアップ
Shut Out
テレビ朝日系「さまぁ〜ずと優香の怪しい××貸しちゃうのかよ!!」2003年7～9月度エンディングテーマ